# Damernas scullerfyra i rodd vid olympiska sommarspelen 2000
Damernas scullerfyra i rodd vid olympiska sommarspelen 2000 avgjordes mellan den 18 och 24 september 2000.

## Medaljörer
| Gren        | Guld                                                               | Silver                                                                      | Brons                                                              |
| Scullerfyra | Tyskland Meike Evers Kerstin Kowalski Manja Kowalski Manuela Lutze | Storbritannien Guin Batten Miriam Batten Katherine Grainger Gillian Lindsay | Ryssland Oksana Dorodnova Irina Fedotova Julija Levina Larisa Merk |

## Resultat

### Heat

#### Heat 1
| Placering | Roddare                                                          | Land           | Tid     | Noteringar |
| --------- | ---------------------------------------------------------------- | -------------- | ------- | ---------- |
| 1         | Oksana Dorodnova, Irina Fedotova, Julija Levina, Larisa Merk     | Ryssland       | 6:31,77 | Q          |
| 2         | Guin Batten, Miriam Batten, Katherine Grainger, Gillian Lindsay  | Storbritannien | 6:35,09 | R          |
| 3         | Jennifer Dore, Hilary Gehman, Laurel Korholz, Kelly Salchow      | USA            | 6:42,12 | R          |
| 4         | Han Jing, Liu Lijuan, Liu Lin, Sun Guangxia                      | Kina           | 6:49,84 | R          |
| 5         | Aurica Bărăscu, Elena Popa, Crina Violeta Serediuc, Doina Spîrcu | Rumänien       | 6:52,01 | R          |

#### Heat 2
| Placering | Roddare                                                                    | Land       | Tid     | Noteringar |
| --------- | -------------------------------------------------------------------------- | ---------- | ------- | ---------- |
| 1         | Meike Evers, Kerstin Kowalski, Manja Kowalski, Manuela Lutze               | Tyskland   | 6:25,98 | Q          |
| 2         | Svetlana Mazij, Dina Myftachutdinova, Olena Ronzjyna, Tetiana Ustiuzjanina | Ukraina    | 6:28,17 | R          |
| 3         | Bianca Carstensen, Katrin Gleie, Sarah Lauritzen, Dorthe Pedersen          | Danmark    | 6:35,39 | R          |
| 4         | Monique Heinke, Kerry Knowler, Sally Robbins, Julia Wilson                 | Australien | 6:47,01 | R          |

### Återkval

#### Återkval 1
| Placering | Roddare                                                           | Land           | Tid     | Noteringar |
| --------- | ----------------------------------------------------------------- | -------------- | ------- | ---------- |
| 1         | Guin Batten, Miriam Batten, Katherine Grainger, Gillian Lindsay   | Storbritannien | 6:30,96 | A          |
| 2         | Bianca Carstensen, Katrin Gleie, Sarah Lauritzen, Dorthe Pedersen | Danmark        | 6:35,76 | A          |
| 3         | Han Jing, Liu Lijuan, Liu Lin, Sun Guangxia                       | Kina           | 6:52,47 | B          |

#### Återkval 2
| Placering | Roddare                                                                    | Land       | Tid     | Noteringar |
| --------- | -------------------------------------------------------------------------- | ---------- | ------- | ---------- |
| 1         | Svetlana Mazij, Dina Myftachutdinova, Olena Ronzjyna, Tetiana Ustiuzjanina | Ukraina    | 6:29,41 | A          |
| 2         | Jennifer Dore, Hilary Gehman, Laurel Korholz, Kelly Salchow                | USA        | 6:34,63 | A          |
| 3         | Monique Heinke, Kerry Knowler, Sally Robbins, Julia Wilson                 | Australien | 6:42,22 | B          |
| 4         | Aurica Bărăscu, Elena Popa, Crina Violeta Serediuc, Doina Spîrcu           | Rumänien   | 6:50,34 | B          |

### Finaler

#### Final B
| Placering | Roddare                                                          | Land       | Tid     | Noteringar |
| --------- | ---------------------------------------------------------------- | ---------- | ------- | ---------- |
| 1         | Monique Heinke, Kerry Knowler, Sally Robbins, Julia Wilson       | Australien | 6:37,22 |            |
| 2         | Han Jing, Liu Lijuan, Liu Lin, Sun Guangxia                      | Kina       | 6:39,51 |            |
| 3         | Aurica Bărăscu, Elena Popa, Crina Violeta Serediuc, Doina Spîrcu | Rumänien   | 6:46,78 |            |

#### Final A
| Placering | Roddare                                                                    | Land           | Tid     | Noteringar |
| --------- | -------------------------------------------------------------------------- | -------------- | ------- | ---------- |
| 1         | Meike Evers, Kerstin Kowalski, Manja Kowalski, Manuela Lutze               | Tyskland       | 6:19,58 |            |
| 2         | Guin Batten, Miriam Batten, Katherine Grainger, Gillian Lindsay            | Storbritannien | 6:21,64 |            |
| 3         | Oksana Dorodnova, Irina Fedotova, Julija Levina, Larisa Merk               | Ryssland       | 6:21,65 |            |
| 4         | Svetlana Mazij, Dina Myftachutdinova, Olena Ronzjyna, Tetiana Ustiuzjanina | Ukraina        | 6:25,71 |            |
| 5         | Jennifer Dore, Hilary Gehman, Laurel Korholz, Kelly Salchow                | USA            | 6:30,26 |            |
| 6         | Bianca Carstensen, Katrin Gleie, Sarah Lauritzen, Dorthe Pedersen          | Danmark        | 6:31,30 |            |